# Équipe du pays de Galles de rugby à XV à la Coupe du monde 1999
L'équipe du pays de Galles a été éliminée en quart de finale de la Coupe du monde de rugby 1999 par l'équipe d'Australie qui a remporté cette épreuve.
Les joueurs suivants ont joué pendant cette coupe du monde 1999. Les noms en gras indiquent les joueurs qui ont participé au quart de finale.

## Première Ligne
- Peter Rogers
- Garin Jenkins
- David Young
- Ben Evans
- Andrew Lewis
- Jonathan Humphreys

## Deuxième Ligne
- Craig Quinnell
- Chris Wyatt
- Gareth Llewellyn
- Mike Voyle

## Troisième Ligne
- Colin Charvis
- Brett Sinkinson
- Scott Quinnell
- Martyn Williams
- Geraint Lewis

## Demi de mêlée
- Rob Howley
- David Liewellyn

## Demi d’ouverture
- Neil Jenkins
- Stephen Jones

## Trois-quarts centre
- Scott Gibbs
- Mark Taylor
- Jason Jones-Hughes

## Trois-quarts aile
- Gareth Thomas
- Dafydd James
- Allan Bateman

## Arrière
- Shane Howarth

## Meilleur marqueur d'essais
- Mark Taylor: 3 essais

## Meilleur réalisateur
- Neil Jenkins : 57 points